# Asarum longerhizomatosum
Asarum longerhizomatosum C.F. Liang & C.S. Yang – gatunek rośliny z rodziny kokornakowatych (Aristolochiaceae Juss.). Występuje naturalnie w południowych Chinach – w regionie autonomicznym Kuangsi. 

## Morfologia
PokrójBylina tworząca kłącza.
LiściePojedyncze, mają kształt od podłużnie owalnego do eliptycznie owlnego. Mierzą 8–14 cm długości oraz 5–8 cm szerokości. Są nieco owłosione od spodu. Blaszka liściowa ma nasadę zbiegającą po ogonku lub oszczepowatą i ostry wierzchołek. Ogonek liściowy jest nagi i dorasta do 7–18 cm długości.
KwiatyPromieniste, obupłciowe i pojedyncze. Okwiat ma dzwonkowato dzbankowaty kształt z silnie zwężonym wierzchołkiem i purpurowo zielonkawą barwę, dorasta do 2–3 cm długości oraz 2–3 cm szerokości. Listki okwiatu są owalne. Zalążnia jest niemal dolna z wolnymi słupkami.

## Biologia i ekologia
Rośnie w zaroślach, na terenach nizinnych. Kwitnie od lipca do grudnia.